# Italia ai II Giochi paralimpici estivi
L'Italia partecipò ai II Giochi paralimpici estivi, svoltisi a Tokyo (Giappone) dal 3 al 12 novembre 1964. Gli atleti azzurri si aggiudicarono complessivamente 45 medaglie, di cui 14 ori, 15 argenti e 16 bronzi.

## Medaglie

### Medagliere per discipline
| Discipline       | Oro | Argento | Bronzo | Totale |
| ---------------- | --- | ------- | ------ | ------ |
| Atletica leggera | 6   | 4       | 2      | 12     |
| Nuoto            | 4   | 7       | 11     | 22     |
| Scherma          | 3   | 2       | 3      | 8      |
| Tennistavolo     | 1   | 1       | 0      | 2      |
| Tiro con l'arco  | 0   | 1       | 0      | 1      |
| Totale           | 14  | 15      | 16     | 45     |

### Medaglie d'oro
| Medaglia | Nome                                      | Disciplina       | Evento                                                   |
| -------- | ----------------------------------------- | ---------------- | -------------------------------------------------------- |
| Oro      | Giovanni Benincasa                        | Atletica leggera | Getto del peso maschile - classe C                       |
| Oro      | Roberto Marson                            | Atletica leggera | Disco maschile - classe C                                |
| Oro      | Roberto Marson                            | Atletica leggera | Giavellotto maschile - classe C                          |
| Oro      | Irene Monaco                              | Atletica leggera | Disco femminile - classe D                               |
| Oro      | Anna Maria Toso                           | Atletica leggera | Giavellotto femminile - classe A                         |
| Oro      | Anna Maria Toso                           | Atletica leggera | Getto del peso femminile - classe A                      |
| Oro      | Francesco Deiana                          | Nuoto            | 25 m rana maschili - classe 2 completa                   |
| Oro      | Renzo Rogo                                | Nuoto            | 25 m rana maschili - classe 2 incompleta                 |
| Oro      | Renzo Rogo                                | Nuoto            | 25 m stile libero maschili - supino classe 2 incompleta  |
| Oro      | Anna Maria Toso                           | Nuoto            | 25 m stile libero femminili - supino classe 2 incompleta |
| Oro      | Giovanni Ferraris Federico Zarilli        | Tennistavolo     | Doppio maschile - classe B                               |
| Oro      | Roberto Marson Renzo Rogo Franco Rossi    | Scherma          | Spada a squadre maschile                                 |
| Oro      | Elena Monaco Irene Monaco Anna Maria Toso | Scherma          | Fioretto a squadre femminile                             |
| Oro      | Anna Maria Toso                           | Scherma          | Fioretto individuale femminile                           |

### Medaglie d'argento
| Medaglia | Nome                            | Disciplina       | Evento                                                  |
| -------- | ------------------------------- | ---------------- | ------------------------------------------------------- |
| Argento  | Roberto Marson                  | Atletica leggera | Lancio della clava maschile - classe C                  |
| Argento  | Roberto Marson                  | Atletica leggera | Slalom maschile                                         |
| Argento  | Roberto Marson                  | Scherma          | Spada individuale maschile                              |
| Argento  | Roberto Marson                  | Scherma          | Sciabola individuale maschile                           |
| Argento  | Anna Maria Toso                 | Atletica leggera | Lancio della clava femminile - classe A                 |
| Argento  | Anna Maria Toso                 | Atletica leggera | Disco femminile - classe A                              |
| Argento  | Anna Maria Toso Silvana Martino | Tennistavolo     | Doppio femminile - classe B                             |
| Argento  | Francesco Deiana                | Nuoto            | 25 m stile libero maschili - prono classe 2 completa    |
| Argento  | Elena Monaco                    | Nuoto            | 50 m rana femminili - classe 3 incompleta               |
| Argento  | Irene Monaco                    | Nuoto            | 50 m stile libero femminili - prono classe 4 incompleta |
| Argento  | Germano Pecchenino              | Nuoto            | 50 m stile libero maschili - supino classe speciale     |
| Argento  | Anna Maria Toso                 | Nuoto            | 25 m rana femminili - classe 2 incompleta               |
| Argento  | Anna Maria Toso                 | Nuoto            | 25 m stile libero femminili - prono classe 2 incompleta |
| Argento  | Oliviero Venturi                | Nuoto            | 25 m rana maschili - classe 2 incompleta                |
| Argento  | Raimondo Longhi                 | Tiro con l'arco  | Columbia individuale maschile                           |

### Medaglie di bronzo
| Medaglia | Nome                                   | Disciplina       | Evento                                                   |
| -------- | -------------------------------------- | ---------------- | -------------------------------------------------------- |
| Bronzo   | Giovanni Benincasa                     | Atletica leggera | Disco maschile - classe C                                |
| Bronzo   | Vincenzo Borghese                      | Atletica leggera | Lancio della clava maschile - classe B                   |
| Bronzo   | Silvio Boscu                           | Nuoto            | 5 0m stile libero maschile - supino classe 5 completa    |
| Bronzo   | Francesco Deiana                       | Nuoto            | 25 m stile libero maschile - supino classe 2 completa    |
| Bronzo   | Escapa                                 | Nuoto            | 25 m rana femminili - classe 2 incompleta                |
| Bronzo   | Escapa                                 | Nuoto            | 25 m stile libero femminili - prono classe 2 incompleta  |
| Bronzo   | Irene Monaco                           | Nuoto            | 50 m rana femminili - classe 4 incompleta                |
| Bronzo   | Irene Monaco                           | Nuoto            | 50 m stile libero femminili - supino classe 4 incompleta |
| Bronzo   | Germano Pecchenino                     | Nuoto            | 50 m rana maschili - classe speciale                     |
| Bronzo   | Germano Pecchenino                     | Scherma          | Spada individuale maschile                               |
| Bronzo   | Giovanni Pische                        | Nuoto            | 50 m stile libero maschile - prono classe 3 completa     |
| Bronzo   | Renzo Rogo                             | Nuoto            | 25 m stile libero maschili - prono classe 2 incompleta   |
| Bronzo   | Renzo Rogo Roberto Marson Franco Rossi | Scherma          | Sciabola a squadre maschile                              |
| Bronzo   | Franco Rossi                           | Nuoto            | 50 m stile libero maschili - prono cauda equina          |
| Bronzo   | Pasquale Carfagna                      | Scherma          | Fioretto individuale maschile - principianti             |
| Bronzo   | Silvana Martino                        | Nuoto            | 25 m stile libero femminili - supino classe 2 completa   |

### Plurimedagliati
| Nome               | Disciplina                                  | Oro | Argento | Bronzo | Totale |
| ------------------ | ------------------------------------------- | --- | ------- | ------ | ------ |
| Anna Maria Toso    | Atletica leggera Nuoto Tennistavolo Scherma | 5   | 5       | 0      | 10     |
| Roberto Marson     | Atletica leggera Scherma                    | 3   | 4       | 1      | 8      |
| Renzo Rogo         | Nuoto Scherma                               | 3   | 0       | 2      | 5      |
| Irene Monaco       | Atletica leggera Nuoto Scherma              | 2   | 1       | 2      | 5      |
| Francesco Deiana   | Nuoto                                       | 1   | 1       | 1      | 3      |
| Franco Rossi       | Nuoto Scherma                               | 1   | 1       | 1      | 3      |
| Elena Monaco       | Nuoto Scherma                               | 1   | 1       | 0      | 2      |
| Giovanni Benincasa | Atletica leggera                            | 1   | 0       | 1      | 2      |
| Germano Pecchenino | Nuoto Scherma                               | 0   | 1       | 2      | 3      |
| Silvana Martino    | Nuoto Tennistavolo                          | 0   | 1       | 1      | 2      |
| Escapa             | Nuoto                                       | 0   | 0       | 2      | 2      |